# Georges Bruant
François Georges Léon Bruant, né le 10 novembre 1842 à Poitiers, où il est mort le 21 avril 1912, est un botaniste, horticulteur, pépiniériste et rosiériste français.

## Biographie
Georges Bruant est le fils de François-René Bruant, horticulteur à Poitiers, à qui il succède. La maison Bruant a été fondée au début du XIXe siècle par le père de François-René Bruant. Georges Bruant épouse en 1868 Amélie Fournier. Il lui dédie plus tard un de ses plus grands succès de rose, l'hybride de Rosa rugosa, 'Madame Georges Bruant' (1887), aux fleurs de couleur blanche et qui est toujours prisé aujourd'hui.
La maison exportait avec succès à l'étranger, notamment des géraniums. Ses variétés Bruant, très demandées à l'époque aux États-Unis - pour leur résistance au soleil - commencèrent à naître à partir de  1864; elles étaient à « gros bois » à grand développement et à grandes fleurs comme 'Nuit Poitevine' ou 'Beauté Poitevine', semi-double, saumon. 'Race Bruant' est le premier cultivar de pélargonium (géranium) du groupe zonal tétraploïde qui, grâce à un nombre double de chromosomes, a une plus grande robustesse. La maison Bruant était fameuse aussi pour ses chrysanthèmes, héliotropes, lantanas, pétunias (notamment des variétés obtenues par François-René Bruant comme 'Le Bronzé', 'Madame Dufoy', 'M. Boucharlat', 'M. Jodet', 'Reine des Fleurs'…). L’espèce Dracænia bruanti lui est dédié.
La maison Bruant se trouvait boulevard Saint-Cyprien. Après la mort de Georges Bruant, la maison est dirigée par son gendre, M.  Viaud (dit Viaud-Bruant, 1865-1948), auteur de nombreux livres sur le jardinage et l'horticulture, et collectionneur d'art.
Parmi ses obtentions de rosiers fameuses, l'on peut citer, outre 'Madame Georges Bruant', son grand succès 'Belle Poitevine' (1894) de couleur rose magenta ; Rosa calicarpa (hybride de Rosa rugosa), ou encore 'Étoile Poitevine' (1910), mise au commerce par son gendre, et 'Rosabelle'.

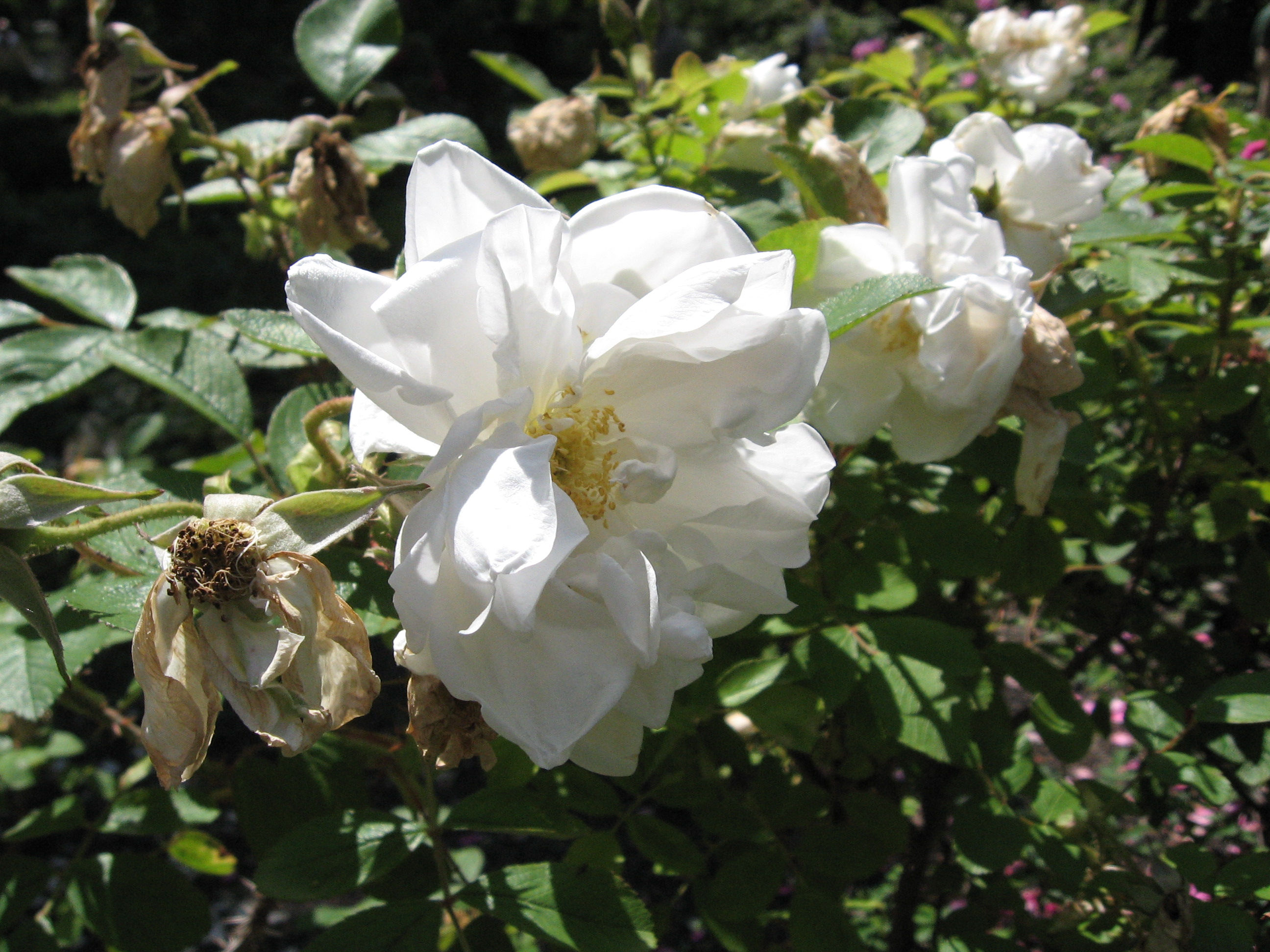
Rose 'Madame Georges Bruant' (1887).

## Publications
- Georges Bruant, L'Illustration horticole, 1889, 35: 11, à propos de Begonia × clementinae